# تشين سان شي
زيينغ أو تشين سان شي أو الإمبراطور شانغ من تشين، كان الإمبراطور والحاكم الثالث والأخير في أسرة تشين شهد عهده البالغ 46 يوما فقط نهاية عصر سلالة تشين نهائيا، قتل على يد قوات التمرد بقيادة شيانغ يو

## صعود العرش
بعد وفاة تشين شي هوانج في سنة 210ق.م، تم إستبعاد الابن الأكبر فوسو من منصب الإمبراطور بمؤامرة شارك فيها الابن الأصغر ينغ هوهاي ورئيس الوزراء لي سي و رئيس الخدام زهاو قاو وتم قتل فوسو وتنصيب هوهاي كإمبراطور، كان الإمبراطور هوهاي أو كما يعرف بتشين إر شي فاسدا وكان يثق في زهاو قاو الوزير الفاسد كما وصفه سيما كيان، بعد مدة من حكم الإمبراطور الثاني إندلعت العديد من الانتفاضات ضد حكم أسرة تشين ،إدعى البعض أن الإمبراطور الثاني كان مغتصبا للعرش من أخيه فوسو وطعن البعض الأخر في شرعية الأسرة من الأساس وإدعوا أنهم يعيدون استعادة الدول السبعة المتحاربة، كان زهاو قاو رئيس وزراء الأسرة يخفي أنباء الهزيمة
وعندما دمرت جيوش تشين في معركة جولو، أصيب الإمبراطور بصدمة وكان يخطط لقتل زهاو قاو، لكن زهاو قاو عرف بالأمر وقام بإغراء الخادم لقتل الإمبراطور الثاني، نجح الخادم في قتل الإمبراطور، ولكي يبقى زهاو قاو في السلطة، قام بتنصيب زيينغ ملكا بدلا من إمبراطور بسبب أن تشين لم تعد تسيطر إلا على أراضيها السابقة قبل حروب تشين للتوحيد.

## الهوية
لايوجد إجماع ثابت حول علاقة زيينغ مع العائلة المالكة، تم ذكره في السجلات التاريخية على أنه ابن فوسو الابن الأكبر لتشين شي هوانج، ومع ذلك إقترح البروفيسور وانغ لي شون أنه ربما يكون أخا للإمبراطور الأول في حين أن سجلات المؤرخ الكبير التي كتبها سيما كيان (كتبها بعد 100سنة فقط من نهاية أسرة تشين) لم تحدد عمره لكنها ذكرت أن زيينغ كان لديه إبنان على الأقل، ووفقا لوانغ فإن أقصى عمر وصل له عندما قتل زهاو قاو كان 19 سنة، ربما كان أبناؤه يبلغون سنة أو سنتين، من أكثر الفرضيات تداولا أنه ربما كان شقيق تشين شي هوانج وبالتالي كان عما لتشين إر شي، إقترح لي كايوان ومافيباي أو ابن تشينغ جياو الأخ غير الشقيق للإمبراطور تشين شي هوانج.

## الحياة
بعد انتحار تشين إر شي قام زهاو قاو باختيار زيينغ ملكا على تشين، ولم تعد تشين تسيطر إلا على غوانزونغ، كان زيينغ هو الشخص الوحيد الذي يدافع عن الإمبراطور الثاني بعد أن حمله زهاو قاو مسئولية انهيار البلاد داخل المحكمة، وكان قد رفض أيضا اغتيال فوسو وحاول إقناع الإمبراطور الثاني بالعدول عن قتله، بإستنثاء ذلك لايعرف أي شيء عن حياته.

## الإستسلام والموت
قام الملك هواي الثاني من تشو  بإطلاق وعد نص فيه بإن أول من يدخل غوانزونغ أخر أراضي أسرة تشين ويقتل الإمبراطور سيصبح ملكا هناك، كان شيانغ يو منشغلا بمعركة جولو بينما إنطلق ليو بانغ من بانشو القريبة نحو عاصمة تشين "شيانغيانغ"، عندما وصل ليوبانغ قال بإغلاق القصر وقام بحل حكومة تشين، ولحسن المعاملة أعلن زيينغ إستسلامه لهان، لكن شيانغ يو غضب عندما علم بإن ليوبانغ هناك، إنسحب ليوبانغ نحو ووباس تاركا العاصمة تحت رحمة شيانغ يو الذي قتل الإمبراطور زيينغ وجميع أفراد أسرته وقام بإحراق قصر إيبانغ، قيل إن شيانغ يو تجرأ على إشعال النار في ضريح تشين شي هوانغ لكنه هرب بعد أن صدته دفاعات القبر.
بعد موت زيينغ لم تعد أسرة تشين موجودة، ثم قسم شيانغ يو أراضي أسرة تشين الساقطة إلى الممالك الثمانية عشر ثم إنحسر النزاع بين تشو بقيادة شيانغ يو وهان بقيادة ليو بانغ فيما عرف بنزاع تشو وهان قبل أن ينتصر ليو بانغ ويعلن تأسيس سلالة هان الحاكمة.